# Nazionale maschile di football americano dell'Ecuador
La nazionale di football americano dell'Ecuador è la selezione maggiore maschile di football americano  che rappresenta l'Ecuador nelle varie competizioni ufficiali o amichevoli riservate a squadre nazionali.

## Dettaglio stagioni

### Amichevoli
| Stagione | Vin | Par | Per | Tot | PF | PS | avversaria     |
| -------- | --- | --- | --- | --- | -- | -- | -------------- |
| 2019     | 0   | 0   | 1   | 1   | 12 | 28 | Argentona Bocs |
| Totale   | 0   | 0   | 1   | 1   | 12 | 28 |                |

### Tornei

#### CSIT World Sports Games
| Stagione | regular season | regular season | regular season | regular season | regular season | regular season | playoff | playoff | playoff | playoff | playoff | playoff      | playoff       |
|          | Vin            | Par            | Per            | Tot            | PF             | PS             | Vin     | Per     | Tot     | PF      | PS      | risultato    | avversaria    |
| -------- | -------------- | -------------- | -------------- | -------------- | -------------- | -------------- | ------- | ------- | ------- | ------- | ------- | ------------ | ------------- |
| 2023     | 1              | 0              | 2              | 3              | 12             | 45             | 1       | 0       | 1       | 12      | 0       | Quinto posto | Les Frenchies |
| Totale   |                |                |                |                |                |                | 0       | 2       | 3       | 28      | 63      |              |               |

### Riepilogo partite disputate
| Anno             | Luogo     | Evento                  | Fase del torneo      | Incontro                       | Risultato |
| 29 giugno 2019   | Argentona | Amichevole              |                      | Argentona Bocs - Ecuador       | 28 - 12   |
| 5 settembre 2023 | Cervia    | CSIT World Sports Games | Giornata 1           | Ecuador - Messico              | 0 - 29    |
| 6 settembre 2023 | Cervia    | CSIT World Sports Games | Giornata 2           | Ecuador - Sharks International | 0 - 16    |
| 7 settembre 2023 | Cervia    | CSIT World Sports Games | Giornata 3           | Ecuador - Les Frenchies        | 12 - 0    |
| 9 settembre 2023 | Cervia    | CSIT World Sports Games | Finale 5º - 6º posto | Ecuador - Les Frenchies        | 12 - 0    |

## Confronti con le altre Nazionali
Questi sono i saldi dell'Ecuador nei confronti delle Nazionali incontrate.

### Saldo negativo
| Nazionale | Giocate | Vinte | Pareggiate | Perse | PF | PS | Ultima vittoria | Ultimo pari | Ultima sconfitta |
| --------- | ------- | ----- | ---------- | ----- | -- | -- | --------------- | ----------- | ---------------- |
| Messico   | 1       | 0     | 0          | 1     | 0  | 29 | -               | -           | 2023             |